# ماكس فيرغسون
ماكس فيرغسون (بالإنجليزية: Max Ferguson)‏ هو رسام أمريكي، ولد في 1959.